# KF Trepça Mitrowica
KF Trepça Mitrowica (alb. Klubi Futbollistik Trepça Mitrovicë) – kosowski klub piłkarski, mający siedzibę w mieście Mitrowica.

## Historia
Do 2006 klub występował w drugiej lidze Kosowa. W sezonie 2005/06 zajął 3.miejsce, ale w związku z rozszerzeniem Superligi, otrzymał również promocję do najwyższej klasy rozgrywek. W sezonie 2009/10 zdobył mistrzostwo kraju. W sezonie 2014/15 roku zajął ostatnie 12.miejsce i spadł do Pierwszej ligi. W następnym sezonie zespół wygrał pierwszą ligę i wrócił do Superligi.

## Sukcesy

### Międzynarodowe
Nie uczestniczył w rozgrywkach europejskich (stan na 2017 r.).

### Krajowe
| \| \| Zdobyte trofea w rozgrywkach Kosowa (stan na: 31-05-2016) \| |                                                           |      |                            |
| Rozgrywki                                                          | Osiągnięcie                                               | Razy | Sezon(y)                   |
| Mistrzostwo                                                        | I miejsce                                                 | 2    | 1992/93, 2009/10           |
| Mistrzostwo                                                        | II miejsce                                                | 0    |                            |
| Mistrzostwo                                                        | III miejsce                                               | 0    |                            |
| Puchar                                                             | zdobywca                                                  | 1    | 1991/92                    |
| Puchar                                                             | finalista                                                 | 0    |                            |
| II liga                                                            | I miejsce                                                 | 1    | 2015/16                    |
| II liga                                                            | II miejsce                                                | ?    |                            |
| II liga                                                            | III miejsce                                               | ?    | ?, 2001/02 (gr.A), 2005/06 |
| Kosowo                                                             | Zdobyte trofea w rozgrywkach Kosowa (stan na: 31-05-2016) |      |                            |

## Stadion
Klub rozgrywa swoje mecze domowe na stadionie „Olimpijskim” (Stadionie Trepča) w Mitrowicy, który może pomieścić 18200 widzów.